# WSF wereldkampioenschappen snowboarden 2012
De WSF wereldkampioenschappen snowboarden 2012 werden gehouden van 10 tot en met 19 februari 2012 in Oslo. Het waren de eerste wereldkampioenschappen die georganiseerd werden door de World Snowboard Federation in samenwerking met de TTR World Snowboard Tour. Het toernooi bestond enkel uit de freestyle-onderdelen halfpipe en slopestyle.

## Medailles

### Mannen
| Onderdeel  | Goud | Goud                | Zilver | Zilver            | Brons | Brons       |
| ---------- | ---- | ------------------- | ------ | ----------------- | ----- | ----------- |
| Halfpipe   | SUI  | Iouri Podladtchikov | USA    | Matt Ladley       | USA   | Louie Vito  |
| Slopestyle | USA  | Chas Guldemond      | CAN    | Sebastien Toutant | BEL   | Seppe Smits |

### Vrouwen
| Onderdeel  | Goud | Goud            | Zilver | Zilver            | Brons | Brons            |
| ---------- | ---- | --------------- | ------ | ----------------- | ----- | ---------------- |
| Halfpipe   | USA  | Kelly Clark     | ESP    | Queralt Castellet | USA   | Gretchen Bleiler |
| Slopestyle | CAN  | Spencer O'Brien | USA    | Jamie Anderson    | FIN   | Enni Rukajärvi   |

### Medaillespiegel
| Plaats | Land             | Goud | Zilver | Brons | Totaal |
| 1      | Verenigde Staten | 2    | 2      | 2     | 6      |
| 2      | Canada           | 1    | 1      | 0     | 2      |
| 3      | Zwitserland      | 1    | 0      | 0     | 1      |
| 4      | Spanje           | 0    | 1      | 0     | 1      |
| 5      | België           | 0    | 0      | 1     | 1      |
| 5      | Finland          | 0    | 0      | 1     | 1      |
| Totaal | Totaal           | 4    | 4      | 4     | 12     |